# Église Saint-Rémi de Roupy
L'église Saint-Rémi de Roupy est située sur le territoire de la commune de Roupy, dans le département de la Aisne, à une dizaine de kilomètres au sud-ouest de Saint-Quentin.

## Historique
L'ancienne église de Roupy était un édifice modeste, reconstruit et restauré à plusieurs époques. Sa partie la plus récente était la tour, construite en 1783. Cette église n'était à l'origine que l'ancienne chapelle des seigneurs du village et de l'abbaye de Royaumont à qui appartenaient les terres.
Le patron de la paroisse était saint Remi, une peinture attribuée au peintre Le Sueur représentant le baptême de Clovis était visible à l'intérieur mais fut semble-t-il détruite avec l'édifice.
L'église précédente ayant été détruite pendant la Première Guerre mondiale, une nouvelle église a été construite durant l'entre-deux-guerres sur les plans de l'architecte Jean Charavel.
Le 14 janvier 1922, le conseil municipal de Roupy décida d'ouvrir un concours d'architecture pour la reconstruction bâtiments communaux (mairie, écoles, église). Les architectes Charavel, Melendès et Esnault remportèrent le concours, ils travaillèrent également à la reconstruction des habitations du village ce qui lui donna une unité de style.

## Caractéristiques

### L'extérieur
Dans le domaine de l'emploi des matériaux, on remarque que le béton « nu » est présent essentiellement dans le clocher, alors que le reste de l'édifice est en brique. On voit bien là la volonté à la fois d'innover et de respecter les traditions locales d'emploi de la brique.
Le plan simplifié de l'église de Roupy est en forme de T. Il est fait de volumes qui s'unissent  harmonieusement. Le porche, doté d'une solide colonnade de béton soutient le clocher sous lequel les fidèles sont amenés à passer pour accéder à l'intérieur de l'édifice. Cet élément porteur, surdimensionné, marque la symbolique de l'ancrage de l'église.

#### Le clocher
Massif et aérien, le clocher est l'élément de l'église où se donne libre cours la recherche d'ordre sculptural. Les lignes verticales, qui marquent l'élan, sont atténuées par la rondeur des cercles tracés dans le béton et qui donnent au clocher une extraordinaire impression de légèreté.
On voit le ciel à travers le béton !
Les architectes ont accentué la verticalité de l'ensemble en utilisant des effets d'optiques : le sommet du clocher se termine par des lignes creusées qui remplacent les alignements de cercles.
Le clocher est décoré de quatre croix latines qui sont ornées de motifs géométriques. Les croix se répondent en alternant les motifs car elles ne sont pas identiques mais fonctionnent par paires opposées. Ce simple stratagème suffit à éviter une quelconque sensation de monotonie.
Le thème des anges, très présent à cette époque, tient une place de choix à Roupy. En effet, aux quatre points cardinaux se trouvent des anges qui décorent le clocher et semblent bénir le village pour lui promettre paix et prospérité. Ces sculptures sur béton sont réalisées par Raoul Josset.

### L'intérieur

#### La chapelle des fonts baptismaux
Les églises de cette époque, contrairement à celle du Moyen Âge, s'adressent à un public qui a déjà reçu une instruction religieuse. Le baptême, qui introduit dans la chrétienté, est célébré dans l'intimité, autour de fonts baptismaux octogonaux en béton placés en face de l'entrée de l'église.
Trois statues, en plâtre, représentent de gauche à droite sainte Madeleine, saint Jean-Baptiste, nouveau saint patron du village, et saint Antoine.
Le confessionnal réalisé par le charron du village (M. Odiot) est de taille très modeste, puisque seul le prêtre est (en partie) abrité.

#### La tribune
Au-dessus de l'entrée de l'église se trouve la tribune, difficile d'accès : il faut monter un escalier en colimaçon dont la porte se situe à l'extérieur de l'église, sous le porche, et dont l'étroitesse n'en permet qu'un accès inconfortable. La tribune est éclairée par la lumière diffusée par la rose sur laquelle prend place un christ en croix sculpté à l'extérieur de l'église par Raoul Josset. Le garde-corps reprend les deux motifs des croix du clocher tandis qu'une statue de saint Pierre, tournée vers la nef, domine l'assemblée.

#### La nef
Longue de trois travées, elle conduit le fidèle à son banc et vers le chœur. Les croyants sont entourés par une fresque qui, par ses dimensions, intègre littéralement l'assemblée des chrétiens dans le bâtiment lui-même. La nef, pourtant de taille relativement restreinte, dégage une impression d'aisance, d'aération. Sans doute est ce dû à la hauteur du plafond de béton, ainsi qu'aux vitraux qui, par leur clarté, apportent la lumière qui rend plus vives certaines nuances ou plus douces certaines couleurs.
Le centre du sol de la nef, entre les bancs, est une ondulation stylisée tenue par un fil conducteur linéaire central et qui conduit ses granits roses et jaunes vers le chœur, l'autel et la communion.

#### La fresque
Elle est l'élément principal de la décoration de la nef, qu'elle entoure. C'est la représentation du chemin de croix du Christ, avec ses quatorze stations.
Œuvre monumentale de Paul Charavel, frère de l'architecte, en 1925 et 1926, il ne s'agit pas, comme on pourrait le croire, de peintures murales, mais bien de peintures sur toile marouflée. Les personnages, presque à l'échelle 1, sont l'unique décor des toiles. Il n'y a aucun arrière-plan, la facilité de lecture était certainement à ce prix. L'unité de l'ensemble aurait d'ailleurs souffert d'une trop grande profusion de décors, dans une église Art déco, où les décors sont simples, géométriques et harmonieux, cette fresque s'insère avec bonheur.
N'en concluons surtout pas que Paul Charavel aurait effectué ce travail sans soigner son œuvre. Le visage du christ en croix est la preuve du contraire : vif, expressif, il dégage une forte expression. Les teintes pâles et lumineuses ne détournent pas l'attention de l'observateur et permettent à la fois prière et réflexion.

#### Les vitraux
Dans les églises de cette époque, le vitrail se renouvelle. On réemploie la technique du verre serti, qui avait été quelque peu délaissée au profit de celle du verre peint. À Roupy, introduisant une nouvelle fois les concepts de l'Art déco, les architectes dessinent des vitraux simples et géométriques. Les lignes du vitrail s'appuient sur la forme de la baie alors que des jonctions font éclater la structure tout en lui gardant une évidente cohérence. Un bouquet de fleurs stylisé est introduit dans le médaillon, ses teintes jaunes, orange, blanches et noires renvoient aux couleurs employées sur le sol du chœur et de la nef.

#### Le chœur et la sacristie
L'une des originalités de cette église provient de la sacristie en sous-sol, dominée par le chœur au-dessus d'elle. La sacristie a aujourd'hui perdu sa fonction (elle sert de dépôt aux employés communaux), mais elle a conservé son carrelage marron en forme de croix.
Les barrières de clôtures du chœur reprennent, comme le garde-corps de la tribune et le médaillon des vitraux, les deux symboles des quatre croix du clocher. Le couloir de granit coloré de la nef poursuit son chemin et gravit les marches qui mènent au chœur pour se terminer en cercle au centre de ce dernier et à la verticale d'un lustre d'époque de belle facture représentant la couronne d'épine.
Le Christ en croix dominant l'autel est une sculpture sur béton (Raoul Josset). Les traits du visage de Jésus sculpté dans le béton impressionnent, compte tenu du matériau, par leur finesse.

## Photos

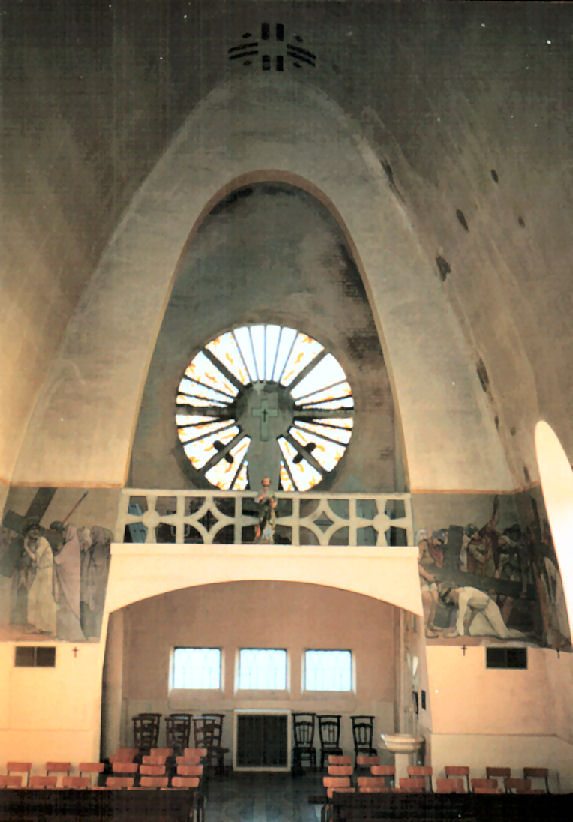
La tribune vue du chœur.
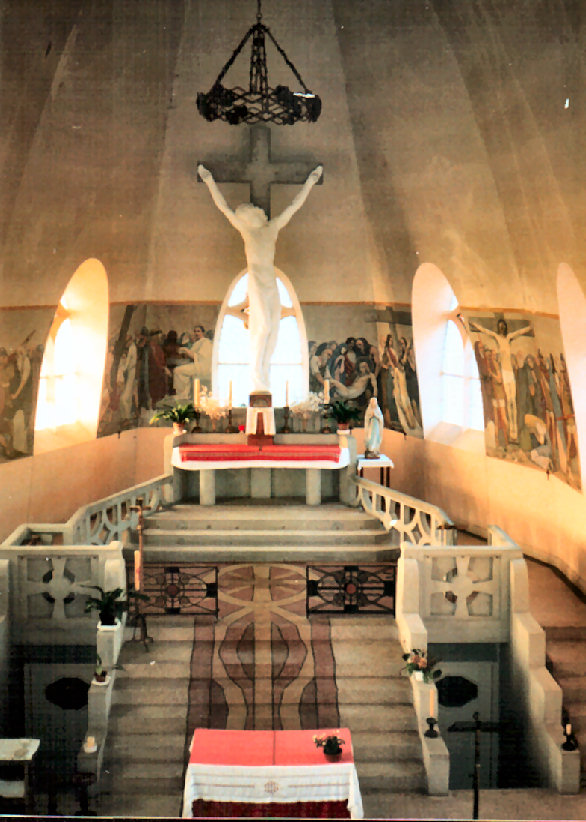
Le chœur vu de la tribune.
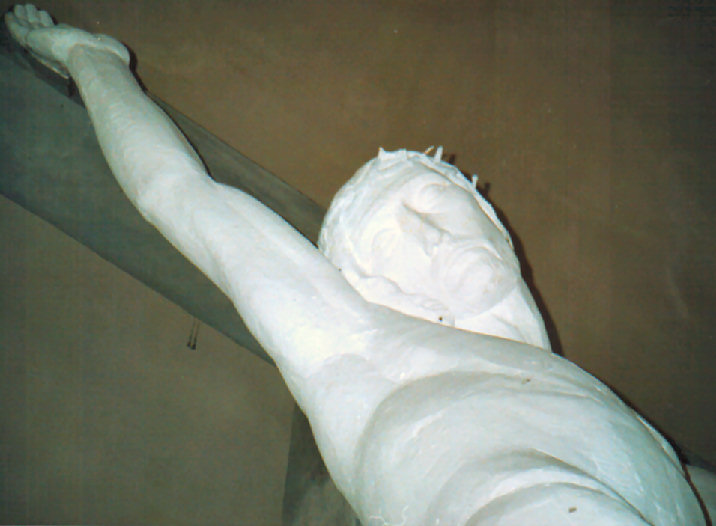
Détail du Christ en croix (sculpture sur béton).